# Hephaestus Fossae
Le Hephaestus Fossae sono una struttura geologica della superficie di Marte.